# Lovesick (2016)
Lovesick é um filme canadense de comédia romântica, lançado em 2 de dezembro de 2016. O filme teve uma duração de 93 minutos e foi filmado em várias seções de Winnipeg, Manitoba, Canadá. Lovesick, foi escrito e dirigido pelo cineasta de Winnipeg Tyson Caron, no qual estreou como diretor.

## Enredo
Dash é um homem obcecado em tentar reconquistar sua ex-namorada Lauren, embora ela agora esteja noiva de Mark. Dash inicia a terapia e busca aconselhamento de um psicólogo profissional para finalmente reconhecer seus problemas. No hospital, Dash conhece Nora, uma alcoólatra em recuperação e é exposta a novos sentimentos e é forçada a confrontar se realmente sabe o que quer. Ele está submerso em um ciclo constante de amor não correspondido. Ele deve decidir o que é melhor para ele e tomar uma decisão que afetará o resto de sua vida.

## Elenco
- Jacob Tierney como Dash
- Jessica Paré como Lauren
- Jay Baruchel como Mark
- Ali Tataryn como Nora
- Ross McMillan como Dr. Goldberg
- Rebecca Gibson como Bee
- Adam Brooks como Conrad
- Sarah Constible como Mary

## Produção
Este filme foi produzido pelo estúdio "Eagle Vision" e não foi avaliado. Matthew Schellenberg da banda Royal Canoe escreveu e gravou a trilha sonora do filme. No 5º Canadian Screen Awards em 2017, ele recebeu uma indicação de Melhor Canção Original por "Draw Blood".